# Marjatta Pokela
Anna Marjatta Pokela (née Nikula le 5 janvier 1925 à Kouvola  et morte le 13 avril 2002 à Helsinki) est une chanteuse, parolière et compositrice finlandaise,.

## Reconnaissance
- Erikois-Emma, 1984